# Ruta Uwajima
La Ruta Uwajima (宇和島道路 Uwajima-dōro?) es una autopista que se extiende entre los intercambiadores Tsushima y Uwajimakita de la Ciudad de Uwajima en la Prefectura de Ehime.

## Características
En el 2005 se inauguró el tramo de 3,5 km comprendido entre el distrito Tsushimacho Iwamatsu (津島町岩松 Tsushimachō Iwamatsu?) y el Intercambiador Tsushima.
En el 2009 se proyecta la inauguración del tramo comprendido entre los distritos Tsushimacho Takata (津島町高田 Tsushimachō Takata?) y Yasuda (保田?) de la Ciudad de Uwajima.

## Datos
- Distancia proyectada: 17,5 km (6,2 km habilitados)
- Punto de inicio: distrito Tsushimacho Iwamatsu de la Ciudad de Uwajima
- Punto final: distrito Takagushi de la Ciudad de Uwajima

## Intercambiadores
- Intercambiador Uwajimakita
- Intercambiador Uwajimaasahi
- Intercambiador Uwajimasakashizu
- Intercambiador Uwajimabetto
- Intercambiador Uwajimaminami
- Intercambiador Tsushima

- Datos: Q9071425